# Stadt- und Amtsbrauch von Grünberg
Der Stadt- und Amtsbrauch von Grünberg war bis zum Jahr 1900 das Partikularrecht in der Stadt Grünberg, Orten im Amt Grünberg und dessen Rechtsnachfolgern.

## Geschichte
Die Herkunft des Stadt- und Amtsbrauchs von Grünberg lässt sich zeitlich nicht einordnen. Er wurde von der örtlichen Rechtsprechung „seit Alters her“ angewandt. Im 16. Jahrhundert versuchte Landgraf Ludwig IV. von Hessen-Marburg für das von ihm regierte Oberhessen überhaupt erst einmal zu erfassen, welche Partikularrechte denn in seinem Territorium galten. Er ließ sich entsprechende Berichte in den einzelnen Landesteilen fertigen. Zu den dabei erfassten Partikularrechten gehörte auch der Stadt- und Amtsbrauch von Grünberg. Zu einer vereinheitlichenden Gesetzgebung kam es aber nicht. Jedoch nutzte Johann Georg Estor Mitte des 18. Jahrhunderts das Material, um es zu publizieren.
Der Stadt- und Amtsbrauch von Grünberg enthielt überwiegend Regelungen zum Erb- und Eherecht.

## Geltung
Der Stadt- und Amtsbrauch von Grünberg galt in Stadt und Amt Grünberg vorrangig. Da, wo er keine Regelungen enthielt, galt subsidiär Gemeines Recht. Der Stadt- und Amtsbrauch von Grünberg behielt seine Geltung auch während der Zugehörigkeit zum Großherzogtum Hessen im 19. Jahrhundert, bis es zum 1. Januar 1900 von dem einheitlich im ganzen Deutschen Reich geltenden Bürgerlichen Gesetzbuch abgelöst wurde.
Geltungsbereich
Der Stadt- und Amtsbrauch von Grünberg galt in:
- Atzenhain
- Beltershain
- Bernsfeld
- Flensungen
- Göbelnrod
- Grünberg
- Harbach
- Ilsdorf
- Kirschgarten
- Lauter
- Lehnheim
- Lindenstruth
- Lumda
- Merlau
- Nieder-Ohmen
- Queckborn
- Reinhardshain
- Saasen
- Veitzberg[Anm. 1]
- Vierberg[Anm. 2]
- Stangenrod
- Stockhausen
- Weickartshain
- Wettsaasen